# 243a Divisió d'Infanteria (Alemanya)
La 243a divisió d'infanteria estàtica va ser una divisió d'infanteria de l'exèrcit alemany aixecada el juliol de 1943. Estava estacionada a la península de Cotentin quan va tenir lloc la invasió dels Aliats el juny de 1944.

## Història
El generalleutnant Karl-Wilhelm von Schlieben, comandant de la 709a Divisió d'Infanteria va informar que el comandant del 922è Regiment de Granaders, Oberstleutnant Franz Müller, que havia estat assignat a la 243a Divisió d'Infanteria a la costa oest, havia estat transferit pel general Heinz Hellmich amb les tropes del regiment del 922è Regiment de Granaders, el 3r Batalló del 922è Regiment de Granaders i un batalló del 920è Regiment de Granaders, i el batalló d'enginyers de la 243a Divisió d'Infanteria fins a Montebourg durant la marxa nocturna el 6 de juny. El regiment Müller havia d'avançar cap al sud. amb la seva ala esquerra al llarg de la carretera Saint-Floxel-Fontenay-sur-Mer- Ravenoville. Von Schlieben no recordava el propòsit de la missió, però va suposar que era evitar l'eixamplament del cap de pont enemic cap al nord i donar suport al flanc esquerre del 1058è Regiment de Granaders que va participar en un contraatac a Ste-Mere-Eglise el 7 de juny. Un atac del regiment Müller va ser avortat per l'intens bombardeig naval.
L'oberstleutnant Günther Keil va informar els esdeveniments de manera lleugerament diferent. Va dir que l'oberstleutnant Müller va arribar el vespre del 6 de juny a la zona al nord d'Azeville-Saint-Marcouf amb les tropes del regiment del 922è Regiment de Granaders, el batalló d'enginyers de la 243a Divisió d'Infanteria i els 1r i 3r Batallons de la 922è Regiment de Granaders (no un batalló del 920è Regiment de Granaders). A continuació, afegeix que el matí del 7 de juny el Regiment Müller va atacar, el 3r Batalló 922è Regiment de Granaders de l'ala esquerra operant contra Saint-Marcouf. Saint-Marcouf va ser capturat, però sota la pressió del foc fort de l'artilleria basada en vaixells enemics va haver de renunciar a la posició. En establir connexió amb el 3r Batalló 739è Regiment de Granaders, l'oberstleutnant Müller es va atrinxerar amb el seu front mirant al sud. Aquell vespre, el 3r Batalló 922è Regiment de Granaders juntament amb el 3r Batalló 739è Regiment de Granaders sota el comandament de l'oberstleutnant Müller estaven subordinats a l'oberstleutnant Keil. L'oberstleutnant Müller es va fer càrrec del front sud adjacent al grup de treball d'Oberst Helmuth Rohrbach amb el límit a la vora occidental del parc de Fontenay. Aquesta posició es va mantenir fins al vespre del 12 de juny, quan les unitats es van retirar sota les ordres del general der Artillerie Erich Marcks.
El generalleutnant Hellmich també va enviar el 3r Batalló del 243è Regiment d'Artilleria (menys la 10a Bateria) des de la costa oest passant per Bricquebec fins a Valognes. Les dues bateries van prendre posició durant la lluita del 6 de juny prop d'Ecausseville (3,5 km al sud de Montebourg). Van ser assignats a l'Estat Major del Regiment Seidel i van donar suport a l'atac del 1058è Regiment de Granaders el 7 de juny. El 3r Batalló del 243è Regiment d'Artilleria va romandre amb les forces defensores al voltant de Montebourg després de l'atac fallit del 1058è Regiment de Granaders.
La divisió va ser destruïda en la batalla de Normandia, amb els seus últims elements perduts en la caiguda de Cherbourg.

## Commandants
- Generalmajor Hermann von Witzleben (Agost de 1943 - 10 de gener de 1944)
- Generalleutnant Heinz Hellmich (10 de gener de 1944 - 17 de juny 1944) – mort en acció
- Generalmajor Bernhard Klosterkemper (17 de juny de 1944 - 26 de setembre de 1944) - unitat destruïda

## Orde de batalla el Dia-D
- 920 Regiment de granaders (Oberst Bernhard Klosterkemper)
- 921 Regiment de granaders (Oberstleutnant Jacob Simon)
- 922 Regiment de granaders (Oberstleutnant Franz Müller)
- 243 Regiment d'artilleria (Oberst Eduard Hellwig)
- 561 Ost Battalion (Russian)
- 206 Batalló Panzer (Major Ernst Wenk)
- 243 Companyia Panzerjäger

## Bigliografia
- Wendel, Marcus (2004). "243. Infanterie-Division". Retrieved April 7, 2005.
- "243. Infanterie-Division". German language article at www.lexikon-der-wehrmacht.de. Retrieved April 7, 2005.